# Llo
Llo är en kommun i departementet Pyrénées-Orientales i regionen Occitanien i södra Frankrike. Kommunen ligger i kantonen Saillagouse som tillhör arrondissementet Prades. År 2022 hade Llo 156 invånare.

## Befolkningsutveckling
Antalet invånare i kommunen Llo
| Referens: INSEE |

## Borgmästare
- Robert Autones, mars 2001–31 maj 2019
- Jean-Marie Mas, 9 augusti 2019–

Denna lista hämtas från Wikidata. Informationen kan ändras där.